# Comité Olímpico y Deportivo Chadiano
El Comité Olímpico y Deportivo Chadiano es el Comité Nacional Olímpico de Chad, fundado en 1963 y reconocido por el COI desde 1964.